# أورولانديا
أورولانديا بلدية في ولاية باهيا في المنطقة الشمالية الشرقية من البرازيل.   